# Zhang Qing (schaatsster)
Zhang Qing (Chinees: 张庆) (Heilongjiang, 31 januari 1966) is een schaatser uit China.
Op de Olympische Winterspelen van Calgary in 1988 reed Qing de 3000 meter, en eindigde op de 21e plek.
Vier jaar later, op de Olympische Winterspelen van Albertville in 1992 reed ze de 1500, 3000 en 5000 meter.
In 1987 reed Qing op het WK Allround.

## Records[5]
| Afstand    | Tijd    | Datum            | Baan    |
| ---------- | ------- | ---------------- | ------- |
| 500 meter  | 42.04   | 17 maart 1997    | Harbin  |
| 1000 meter | 1:26.77 | 26 december 1984 | Inzell  |
| 1500 meter | 2:08.74 | 2 april 1997     | Harbin  |
| 3000 meter | 4:30.19 | 13 februari 1988 | Calgary |
| 5000 meter | 7:51.15 | 2 april 1997     | Harbin  |

- Library of Congress Control Number: n2011012481
- Virtual International Authority File: 168113460
- WorldCat: E39PBJjhGv6k6tRrRmjcTywjYP